# كاثلين انطونيلي
كاثلين انطونيلي (بالإنجليزية: Kathleen Antonelli)‏ (و. 1921 – 2006 م) هي مبرمجة، ورياضياتية، وعَالِمَة حاسوب، من الولايات المتحدة، توفيت عن عمر يناهز 85 عاماً، بسبب سرطان.

## نشأتها وتعليمها
ولدت باسم كاثلين ريتا مكنولتي في فايمور الواقعة في قرية كريسلو الصغيرة في منطقة غايلتاكت (الناطقة بالأيرلندية) في مقاطعة دونيغال بأيرلندا. ولدت كاثلين في 12 فبراير من عام 1921 خلال حرب الاستقلال الأيرلندية. اعتُقل والدها جيمس مكنولتي في ليلة ميلادها، إذ كان ضابط تدريب في الجيش الجمهوري الأيرلندي قبل أن يسجن في سجن ديري جول لمدة عامين. هاجرت عائلة كاثلين إلى الولايات المتحدة في شهر أكتوبر من عام 1924 عقب إطلاق سراح والدها، واستقروا في حي تشيستنات هيل في مدينة فيلادلفيا بولاية بنسلفانيا حيث وجد والدها عملًا كبنّاء. في ذلك الحين، تعذر على أنطونيلي التحدث باللغة الإنجليزية وأجادت الأيرلندية وحسب، تذكرت صلواتها باللغة الأيرلندية لبقية حياتها.
التحقت أنطونيلي بمدرسة أبرشية ابتدائية في حي تشيستنات هيل ومدرسة جاي. دبليو. هالاهان الثانوية الكاثوليكية للبنات في فيلادلفيا. درست أنطونيلي في مدرستها الثانوية الجبر لسنة كاملة، والهندسة المستوية لسنة أخرى، ثم درست الجبر لسنة إضافية قبل أن تدرس سنة من علم المثلثات والهندسة الفراغية. التحقت أنطونيلي بكلية تشيستنات هيل للبنات بعد تخرجها من المدرسة الثانوية. سجلت أنطونيلي خلال سنوات دراستها في كل فصول الرياضيات المتاحة، بما في ذلك علم المثلثات الكروية والحساب التفاضلي والهندسة الإسقاطية والمعادلات التفاضلية الجزئية وعلم الإحصاء. تخرجت أنطونيلي بشهادة في الرياضيات في شهر يونيو من عام 1942، وكانت واحدة من القلة النادرة من المتخصصين بالرياضيات ضمن فصل مؤلف من 92 امرأة.
بدأت أنطونيلي رحلتها في البحث عن فرص عمل مناسبة خلال سنتها الثالثة من دراستها الجامعية، إذ كانت مدركة لرغبتها في الحصول على عمل في مجال الرياضيات، لكنها لم ترغب بأن تصبح معلمة مدرسة. أدركت أنطونيلي حاجتها لدرجة الماجستير كي تستطيع الحصول على منصب أكتواري (حسابات التأمين) في شركات التأمين. وبناءً على ذلك، لاحظت أنطونيلي أهمية التدريب في مجال الأعمال التجارية ودوره في زيادة تأهيلها للعمل، لذلك اشتركت بعدد كبير من الدورات التجارية بما يتناسب مع جدول كليتها الزمني؛ وشملت المحاسبة والنقد والأعمال المصرفية والقانون التجاري والاقتصاد وعلم الإحصاء.

## مسيرتها المهنية كمبرمجة حاسوب
شاهدت أنطونيلي إعلانًا تابعًا للخدمة المدنية الأمريكية في «صحيفة فيلادلفيا» بعد أسبوع أو اثنين من تخرجها، إذ بحث الإعلان عن نساء حاصلات على شهادات في الرياضيات. خلال الحرب العالمية الثانية، عين الجيش الأمريكي موظفات لحساب مسار الرصاص والقذائف في مختبر المقذوفات البحثي. أنشئ المختبر على أرض الاختبار بمدينة أبردين في ماريلاند وتضمن موظفين من كل من أرض الاختبار بمدينة أبردين، ومدرسة مور للهندسة الكهربائية في جامعة بنسلفانيا. اتصلت أنطونيلي على الفور بفرانسيس بيلاس وجوزيفين بنسون اللتان كانتا زميلتاها في دراسة الرياضيات وأخبرتهما عن الإعلان. لم تتمكن بنسون من لقائهما، لذا التقت أنطونيلي وبيلاس في فيلادلفيا في صباح أحد أيام شهر يونيو من عام 1942 لإجراء مقابلة في مبنى ضمن شارع ساوث برود (مبنى تحالف اتحاد فيلادلفيا غالبًا). وبعد مرور أسبوع، عينت كلتيهما «كحاسوبين» بشريين بمعدل أجر (إس بي– )4، أي درجة الخدمة المدنية شبه المهنية. بلغ الأجر الابتدائي 1.620 دولارًا سنويًا، إذ صرحت أنطونيلي بأن الأجر «جيد جدًا في ذلك الحين». أبلغت أنطونيلي وبيلاس بالحضور إلى العمل في كلية مور للهندسة الكهربائية. تضمن عملهما حساب مسارات المقذوفات المستخدمة في جداول القذف بالقنابل، إذ اعتمدتا غالبًا على الآلات الحاسبة المكتبية الميكانيكية وصفحات ضخمة من الورق ذو الأعمدة. شعرت كل من أنطونيلي وبيلاس بالرضا لحصولهما على وظيفة تتطلب تخصصهما وتخدم المجهود الحربي على الرغم من انخفاض الأجر.
طبع المسمى الرسمي لخدمتها المدنية على وثائق عملها تحت باب «كمبيوتر». عملت أنطونيلي وبيلاس مع ما يقارب 10 «فتيات» (النساء المبرمجات)، و4 رجال ضمن مجموعة منقولة مؤخرًا من أرض الاختبار بمدينة أبردين إلى مدرسة مور. أدارت كل من أنطونيلي وبيلاس أعمالهما ضمن فصل دراسي سابق كبير في مدرسة مور، إذ استخدم هذا الفصل لاحقًا لبناء وتشغيل «إينياك» حتى شهر ديسمبر من عام 1946.
لم تؤهل الدورات الدراسية والمعرفة السابقة بالرياضيات أيًا من أنطونيلي أو بيلاس للعمل على حساب مسارات جداول الرمي، إذ لم تكونا على اطلاع بطرق التكامل العددي المستخدمة في حساب المسارات، ولم يقدم لهما المرجع («التحليل الرياضي العددي»، الطبعة الأولى، تأليف جيمس بي. سكاربورو، مطبعة جامعة أكسفورد، عام 1930) سوى القليل من المعلومات. وفي نهاية المطاف، تعلم الوافدين الجدد آلية القيام بالحسابات بدقة تصل إلى 10 منازل عشرية من خلال التدريب ومشورة المشرفة الموقرة ليلى تود. وُظف ما يقارب 75 «كمبيوتر» من النساء في مدرسة مور خلال تلك الفترة، إذ التحق العديد منهن بدورات دراسية على يد أديل غولدشتاين وماري ماوتشلي وميلدريد كرايمر. يقتضي كل سلاح وجود جدول رمي خاص به، إذ تضمن كل جدول رمي ما يقارب 1.800 مسار. يتطلب حساب مسار واحد ما يقرب 30-40 ساعة من العمل اليدوي مع الآلة الحاسبة.
بعد شهرين أو ثلاثة أشهر، نُقلت أنطونيلي وبيلاس للعمل على محلل تفاضلي في سرداب مبنى مدرسة مور، اعتبر المحلل التفاضلي أكبر وأكثر الآلات الحاسبة الميكانيكية التناظرية تطورًا في ذلك الوقت، إذ لم يكن هناك سوى 3 في الولايات المتحدة و5 أو 6 في العالم (البقية في بريطانيا العظمى). أعير المحلل التفاضلي إلى جامعة بنسلفانيا طوال فترة الحرب. يستطيع المحلل التفاضلي (الذي اخترعه فانيفار بوش من معهد ماساتشوستس للتكنولوجيا خلال العقد السابق، والذي حسنه موظفو مدرسة مور وأضفوا عليه المزيد من الدقة) حساب مسار واحد في غضون 50 دقيقة، بينما تطلب هذا الحساب 40 ساعة من العمل على الآلة الحاسبة المكتبية الميكانيكية سابقًا. حصلت أنطونيلي على ترقية أخرى لمنصب الإشراف على حسابات المحلل التفاضلي. عمل فريق المحلل التفاضلي ستة أيام في الأسبوع، ولم يحصلوا على عطل رسمية سوى في عيد الميلاد والرابع من يوليو (يوم الاستقلال).

## مسيرتها المهنية كمبرمجة «إينياك»
طور جهاز التكامل والكمبيوتر الرقمي العددي لإجراء حسابات المقذوفات بين عامي 1943 و1946. اختيرت أنطونيلي كواحدة من أوائل مبرمجي «إينياك» إلى جانب بعض النساء الأخريات من هيئة الكمبيوتر مثل بيتي سنايدر، ومارلين ويسكوف، وروث ليتشترمان، وهيلين غرينمان في شهر يونيو من عام 1945. رفضت كل من غرينمان وبديلتها الأولى الذهاب إلى أبردين للتدريب، فحصلت البديلة الثانية بيتي جين جيننغز على الوظيفة. تلقت النساء تدريبًا على بطاقة شركة «آي بي إم» المثقبة التي استخدمت في وحدات الإدخال والإخراج في «إينياك»، واستمر التدريب طيلة شهري يونيو وأغسطس من عام 1945 في أرض اختبار أبردين. وفي وقت لاحق، انضمت بيلاس زميلة أنطونيلي في الدراسة والعمل إلى فريق مبرمجي «إينياك» في مدرسة مور مع أنها لم تشارك في التدريب الأولي في أبردين. يستطيع الكمبيوتر استكمال حسابات المقذوفات ذاتها في غضون 10 ثوان، لكن عملية إعداده لمجموعة جديدة من المشكلات باستخدام المقابس والمفاتيح قد تستغرق يومًا أو اثنين. وقع على عاتق مبرمجي الكمبيوتر مسؤولية تحديد تسلسل الخطوات لإتمام العمليات الحسابية لكل مشكلة، ثم إعداد «إينياك» وفقًا لذلك، لذا استشير مهندسو «إينياك» مثل آرثر بوركس في البداية لتحديد آلية برمجة «إينياك».
بُرمج «إينياك» باستخدام مجموعة دالات وحلقات متداخلة كليًا وعنونة غير مباشرة لكل من مواقع البيانات ووجهات الانطلاق. يعود الفضل في اختراع الدالات إلى أنطونيلي، إذ طورتها أثناء عملها على برمجة «إينياك». أشارت زميلتها جين جيننغز إلى اقتراح أنطونيلي لهذا الحل لعلاج مشكلة عدم قدرة الدارات المنطقية على حساب بعض المسارات بشكل كاف. تعاون الفريق برمته في عملية التنفيذ.
سُمح للمبرمجين بالاطلاع على المخططات للعمل على البرنامج في غرفة مجاورة لغرفة «إينياك»، إذ لم يسمح لهم في البداية بالدخول إلى غرفة الجهاز نظرًا لسرية مشروع «إينياك». تطلبت برمجة «إينياك» تقديرًا للمعادلات التفاضلية المرتبطة بمشكلة المسارات بالدقة التي يتيحها «إينياك»، إضافة إلى حساب خط السير إلى بنك الالكترونيات في التعاقب الموازي على أن تصل كل التعليمات إلى موقعها الصحيح في زمن لا يتجاوز 1/5.000 جزء من الثانية. سمح للمبرمجين بالدخول إلى غرفة «إينياك» وبرمجة الجهاز بشكل فعلي بعد الانتهاء من تصميم البرنامج على الورق.
يستخدم الكثير من الوقت المخصص لبرمجة «إينياك» في إعداد وتشغيل برامج الاختبار التي تكفل للمشغلين سلامة النظام برمته، إذ يجب التحقق من كل صمام فراغي وكل وصلة كهربية قبل العمل على أي مشكلة.
نُقلت أنطونيلي و«إينياك» إلى مختبر المقذوفات البحثي في أرض الاختبار بمدينة أبردين في منتصف عام 1947. انضمت إليها كل من روث ليتشترمان وبيلاس، لكن المبرمجات الثلاثة الأخريات فضلن البقاء في فيلادلفيا عوضًا عن الانتقال إلى مدينة أبردين النائية.